# Hirotsugu Nakabayashi
Hirotsugu Nakabayashi (中林 洋次 Nakabayashi Hirotsugu?, Yokohama, Kanagawa, 28 de abril de 1986) es un futbolista japonés que juega como guardameta en el Yokohama F. Marinos de la J1 League.

## Trayectoria

### Clubes
| Club                         | País  | Año       |
| ---------------------------- | ----- | --------- |
| Sagan Tosu                   | Japón | 2005-2009 |
| Sanfrecce Hiroshima (cedido) | Japón | 2008-2009 |
| Sanfrecce Hiroshima          | Japón | 2010-2011 |
| Fagiano Okayama              | Japón | 2012-2016 |
| Sanfrecce Hiroshima          | Japón | 2017-2019 |
| Yokohama F. Marinos (cedido) | Japón | 2019      |
| Yokohama F. Marinos          | Japón | 2020-     |

## Estadística de carrera

### J. League
| Club                | Año   | J. League | J. League | Copa J. League | Copa J. League | Total | Total |
| Club                | Año   | Part.     | Goles     | Part.          | Goles          | Part. | Goles |
| ------------------- | ----- | --------- | --------- | -------------- | -------------- | ----- | ----- |
| Sagan Tosu          | 2005  | 2         | 0         | -              | -              | 2     | 0     |
| Sagan Tosu          | 2006  | 0         | 0         | -              | -              | 0     | 0     |
| Sagan Tosu          | 2007  | 2         | 0         | -              | -              | 2     | 0     |
| Sagan Tosu          | 2008  | 0         | 0         | -              | -              | 0     | 0     |
| Sanfrecce Hiroshima | 2008  | 0         | 0         | -              | -              | 0     | 0     |
| Sanfrecce Hiroshima | 2009  | 28        | 0         | 4              | 0              | 32    | 0     |
| Sanfrecce Hiroshima | 2010  | 0         | 0         | 1              | 0              | 1     | 0     |
| Sanfrecce Hiroshima | 2011  | 0         | 0         | 1              | 0              | 1     | 0     |
| Fagiano Okayama     | 2012  | 42        | 0         | -              | -              | 42    | 0     |
| Fagiano Okayama     | 2013  | 40        | 0         | -              | -              | 40    | 0     |
| Fagiano Okayama     | 2014  | 37        | 0         | -              | -              | 37    | 0     |
| Fagiano Okayama     | 2015  | 42        | 0         | -              | -              | 42    | 0     |
| Fagiano Okayama     | 2016  | 42        | 0         | -              | -              | 42    | 0     |
| Sanfrecce Hiroshima | 2017  | 14        | 0         | 4              | 0              | 18    | 0     |
| Total               | Total | 249       | 0         | 10             | 0              | 259   | 0     |

## Palmarés

### Títulos nacionales
| Título    | Club                | País  | Año  |
| --------- | ------------------- | ----- | ---- |
| J1 League | Yokohama F. Marinos | Japón | 2019 |
| J1 League | Yokohama F. Marinos | Japón | 2022 |